# Choi Kyoung-hwan
Choi Kyoung-hwan (Sincheon-dong, 22 giugno 1955) è un politico sudcoreano, Primo ministro della Corea del Sud dal 27 aprile 2015 al 18 giugno 2015.

## Biografia
Nato a Sincheon-dong, ha onseguito la laurea in economia presso l'Università Yonsei nel 1979. Successivamente ha conseguito il dottorato in economia presso l'Università del Wisconsin-Madison, dove ha studiato dal 1987 al 1991.
Nel 1995 è stato ricercatore presso la Banca europea per la ricostruzione e lo sviluppo. Nelle elezioni presidenziali sudcoreane del 2002, è stato consigliere economico dell'allora candidato presidenziale Lee Hoi-chang.
Membro dell'Assemblea nazionale della Corea del Sud eletto nel collegio del Gyeongsan-Cheongdo, è stato Primo Ministro ad interim dal 27 aprile 2015 al 18 giugno 2015.
Nel 2018 è stato condannato a 5 anni per corruzione.